# Guy de Noyers
Guy de Noyers, né vers 1155 et mort en 1191, est seigneur de Lagesse à la fin du XIIe siècle. Il est le fils de Miles IV de Noyers, seigneur de Noyers, et d'Odeline de Chappes.
Il est chevalier templier et participe à la troisième croisade et trouve la mort au siège de Saint-Jean-d'Acre.

## Biographie
Il est le quatrième fils de Miles IV de Noyers, seigneur de Noyers, et de son épouse Odeline de Chappes,.
Ses deux frères aînés Miles V de Noyers et Clarembaud de Noyers sont successivement seigneurs de Noyers après la mort de leur père vers 1181 tandis qu'un autre de ses frères Hugues de Noyers fait une carrière ecclésiastique et devient évêque d'Auxerre en 1183. Quant à lui, il hérite de la seigneurie de Lagesse dans le comté de Champagne et qui provient certainement de la dot de sa mère Odeline de Chappes.
Il participe à la troisième croisade avec son frère Clarembaud de Noyers. Avant son départ en 1189, il fait un don à l'abbaye de Reigny. Il combat ensuite au siège de Saint-Jean-d'Acre où il est atteint par les épidémie qui y règnent puis tombe gravement malade. Peu avant son décès, il fait don aux Hospitaliers de Sacy des droits d'usage dans la forêt d'Ervaux avec le consentement de son frère Clarembaud,.
Guy de Noyers entre dans l'ordre du Temple à une date inconnue mais probablement en 1190 lorsqu'il fait don au Templiers du village d'Arbouse.

## Mariage et enfants
Guy de Noyers meurt sans avoir contracté d'union ni avoir eu de postérité connue.